# Xã Benton, Quận Pike, Ohio
Xã Benton (tiếng Anh: Benton Township) là một xã thuộc quận Pike, tiểu bang Ohio, Hoa Kỳ. Năm 2010, dân số của xã này là 1.669 người.